# Nové Strašecí
Nové Strašecí − miasto w Czechach, w kraju środkowoczeskim.
Według danych z 31 grudnia 2003 powierzchnia miasta wynosiła 1 337 ha, a liczba jego mieszkańców 5 082 osób.
W miejscowości jest stacja kolejowa Nové Strašecí.

## Zabytki
- Ratusz w Novym Strašecí

## Demografia
| Rok             | 1970  | 1980  | 1991  | 2001  | 2003  |
| --------------- | ----- | ----- | ----- | ----- | ----- |
| Liczba ludności | 3 294 | 4 449 | 4 996 | 5 054 | 5 082 |

Źródło: Czeski Urząd Statystyczny